# Якоб Хайдтманн
Якоб Хайдтманн (нім. Jacob Heidtmann, 6 листопада 1994) — німецький плавець.
Чемпіон Європи з водних видів спорту 2018 року.